# برآرایی
برآرایی یا رونشانی یا رشد همبافته یا اپیتکسی (به انگلیسی: Epitaxy) روشی برای پوشش لایه‌ای تک‌بلور روی زیرلایه‌ای تک‌بلور است. به لایه پوششی لایه برآرایی گفته می‌شود. واژه اپیتکسی ریشه یونانی دارد و از دو بخش اپی یعنی بر رویِ و تکسی یعنی در حالت منظم شکل گرفته‌است.
این روش با لایه نشانی معمولی لایه نازک (پا توپوتکسی) که در آن لایه‌ای از مواد آمورف یا چندبلور رشد داده می‌شوند تفاوت دارد. لایه برآرایی را می‌توان از فاز مایع یا گاز درست کرد و ساختار نهایی آن با زیر لایه یکی خواهد بود زیرا زیرلایه نقش بذر بلور را دارد.
اگر ترکیب لایه برآرایی با زیرلایه یکسان باشد، به آن برآرایی همگن (به انگلیسی: homoepitaxy) گفته می‌شود. از این روش برای دستیابی به ساختاری از یک ماده چند لایه که لایه‌هایش دارای دوپینگ‌های مختلفی هستند (هر لایه دارای غلظت مشخصی از یک ناخالصی‌ست) بکار می‌رود، مانند ساخت گونه‌هایی از نیم‌رساناها.
اگر ترکیب لایه برآرایی با زیرلایه یکسان نباشد، به آن برآرایی ناهمگن (به انگلیسی: heteroepitaxy) گفته می‌شود. ازین روش برای دستیابی به ساختاری چندلایه که هر لایه از تک‌بلور ماده‌ای ویژه است، بکار می‌رود. برای نمونه می‌توان از نیترید گالیوم روی پاقوت کبود، یا AlGaInP (فسفید آلومینیوم-گالیوم-ایندیوم) روی گالیم آرسنید نام برد.
برآرایی در ساخت موادی که پایه ساختشان سیلیسیوم‌اند مانند ترانزیستور دوقطبی پیوندی و سیماس، و همچنین در ساخت نیم‌رساناهای ترکیبی مانند آرسنید گالیوم کاربرد دارد.
برارایی، فرایند رشد بلوری از جهتی خاص بر روی یک کریستال دیگر در جایی که جهت‌گیری توسط کریستال زیرین تعیین می‌شود، است. ایجاد لایه‌های مختلف در ویفرهای نیمه هادی، مانند لایه‌هایی که در مدارهای مجتمع استفاده می‌شود، یک کاربرد معمول برای این فرایند است. . اتمهای موجود در یک لایه اپیتاکسیال نسبت به کریستال زیرین دارای یک مکان خاص هستند. این فرایند منجر به تشکیل لایه‌های نازک کریستالی می‌شود که ممکن است از ترکیب شیمیایی یا ساختار شیمیایی یکسان یا متفاوت با بستر باشند و ممکن است فقط از یک یا از طریق رسوبات مکرر، بسیاری از لایه‌های مشخص تشکیل شده باشد. در هوموپیتاکسی لایه‌های رشد از همان ماده بستر تشکیل شده‌اند، در حالی که در برآرایی ناهمگن لایه‌های رشد از ماده ای متفاوت از بستر هستند.

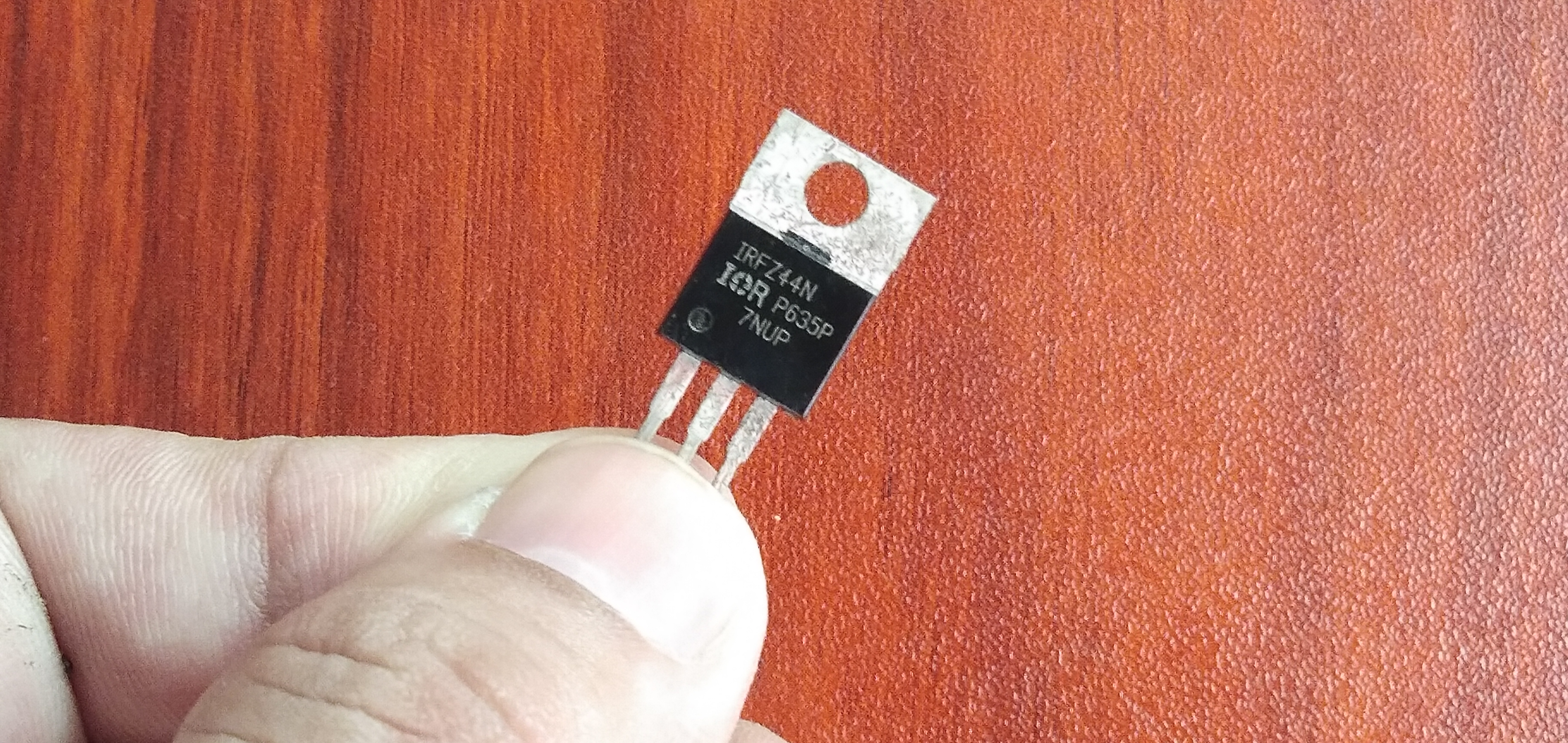

اهمیت تجاری برآرایی بیشتر از کاربرد آن در رشد مواد نیم‌رسانا برای تشکیل لایه‌ها و چاه‌های کوانتوم در دستگاه‌های الکترونیکی و فوتونیکی است - به عنوان مثال در رایانه، نمایش فیلم و برنامه‌های مخابراتی. روند برآرایی کلی است، اما ممکن است برای سایر طبقات مواد مانند فلزات و اکسیدها نیز وجود داشته باشد، که از دهه ۱۹۸۰ برای ایجاد موادی که مقاومت مغناطیسی غول پیکر را نشان می‌دهند (خاصیتی که برای تولید دستگاه‌های ذخیره‌سازی دیجیتالی با فضای بیشتر استفاده شده‌است).
در برآرایی فاز بخار، اتم‌های رسوب از یک بخار به وجود می‌آیند، به‌طوری که رشد در رابط بین فازهای گازی و جامد ماده اتفاق می‌افتد. به عنوان مثال می‌توان به رشد از مواد تبخیری حرارتی مانند سیلیکون یا گازهایی مانند سیلان(SiH4) اشاره کرد که با یک سطح گرم واکنش می‌دهد تا اتمهای سیلیکون را پشت سر بگذارد و هیدروژن را دوباره به فاز گازی آزاد می‌کند. در فاز مایع لایه‌های برآرایی از یک منبع مایع (مانند سیلیکون دوپ شده با مقدار کمی عنصر دیگر) در یک رابط مایع و جامد رشد می‌کنند. در برآرایی فاز جامد ابتدا یک لایه غشا نازک آمورف (غیر بلوری) بر روی یک بستر کریستالی رسوب می‌کند، سپس آن را گرم می‌کند تا غشا به یک لایه بلوری تبدیل شود. رشد اپیتاکسیال سپس توسط یک فرایند لایه به لایه در فاز جامد از طریق حرکت اتمی در طی تبلور مجدد در رابط کریستال-آمورف انجام می‌شود.
برای انتشار یا تشخیص کارآمد فوتون‌ها، اغلب لازم است که این فرایندها را به لایه‌های نیم‌رسانای بسیار نازک محدود کنیم. این لایه‌های نازک که روی لایه‌های نیم‌رسانا رشد می‌کنند، لایه‌های اپتاکسیال نامیده می‌شوند زیرا تبلور آنها با لایه بستر مطابقت دارد حتی اگر ترکیب مواد متفاوت باشد - به عنوان مثال، آرسنید آلومینیوم گالیم (GaAlAs) که در بالای یک بستر آرسنید گالیوم رشد می‌کند. لایه‌های بدست آمده چیزی را تشکیل می‌دهند که ساختار ناهمگونی نامیده می‌شود. بیشتر لیزرهای نیم‌رسانا که به‌طور مداوم کار می‌کنند از ساختارهای ناهمگن تشکیل شده‌اند، یک مثال ساده متشکل از لایه‌های آرسنید گالیوم با ضخامت ۱۰۰۰ آنگستروم که بین لایه‌های تا حدودی ضخیم‌تر (حدود ۱۰۰۰۰ آنگستروم) آرسنید آلومینیوم گالیم قرار دارند - همه به صورت همبافته(epitaxial) روی یک بستر آرسنید گالیوم رشد می‌کنند. ساندویچ زدن و تکرار لایه‌های بسیار نازک یک‌نیمه هادی بین لایه‌های یک ترکیب متفاوت باعث می‌شود که بتوان شکاف باند لایه ساندویچ را اصلاح کرد. این تکنیک، مهندسی شکاف باند نامیده می‌شود، اجازه ایجاد مواد نیمه هادی با خواصی را می‌دهد که در طبیعت یافت نمی‌شوند. مهندسی شکاف باند، که به‌طور گسترده با نیم‌رساناهای مرکب III-V استفاده می‌شود، همچنین می‌تواند در نیم‌رساناهای بنیادی مانند سیلیکون و ژرمانیوم اعمال شود.

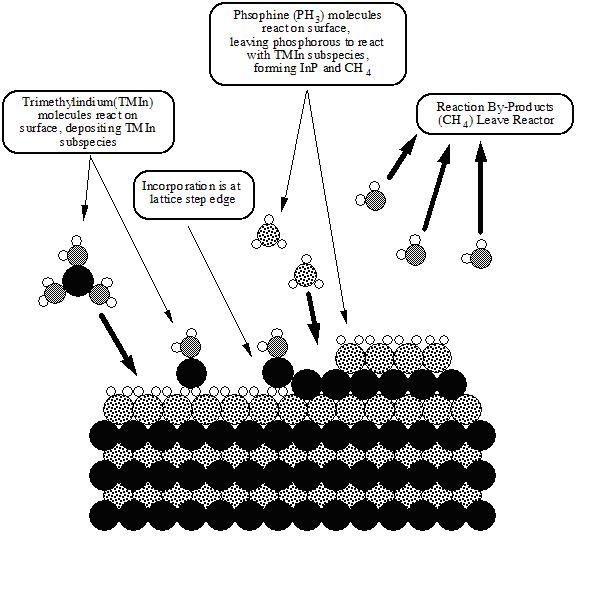

دقیق‌ترین روش رشد لایه‌های همبافته(epitaxial) روی یک بستر نیم‌رسانا برآرایی پرتو مولکولی (MBE)است. در این تکنیک، یک جریان یا پرتو از اتمها یا مولکول‌ها از یک منبع مشترک فوران می‌شود و از طریق یک خلا uum عبور می‌کند تا به یک سطح کریستال گرم شده برخورد کند و یک لایه تشکیل می‌دهد که ساختار بلوری همان لایه زیرین دارد. تغییرات MBE شامل MBE منبع اولیه، MBE منبع هیدرید، MBE منبع گاز و MBE فلزی- آلی است. رویکردهای دیگر رشد اپیتاکسیال برآرایی فاز مایع (LPE)یا رسوب بخار شیمیایی (CVD)است. روش دوم شامل هیدرید CVD، تری کلراید CVD و فلز آلی CVD است.
به‌طور معمول، لایه‌های همبافته در سطوح صاف رشد می‌کنند، اما دانشمندان در جستجوی یک روش اقتصادی و قابل اعتماد برای رشد مواد همبافته در ساختارهای غیر صفحه ای(non-planar) هستند - به عنوان مثال، در اطراف لبه‌ها و کانال‌ها که در سطح دستگاه‌های نیم‌رسانا حک شده‌است. برآرایی غیر پلانار برای تولید دستگاه‌های نوری یکپارچه یکپارچه یا کلیدهای تمام فوتونیک و عناصر منطقی ضروری در نظر گرفته می‌شود، اما تسلط بر این روش نیاز به درک بهتر شیمی سطح و پویایی سطح رشد اپیتاکسیال دارد.
برآرایی قطره، یک روش رشد ابتکاری است که برای ساخت نانوساختارهای کوانتومی با اشکال بسیار قابل طراحی و مورفولوژی پیچیده در محیط برآرایی پرتو مولکولی انجام می‌شود. برآرایی قطره بر اساس تقسیم رسوب عناصر ستون III و V در دما و شار کنترل شده‌است. اولین مرحله برآرایی قطره، تشکیل مخازن اتم فلز در مقیاس نانو در سطح رشد به شکل قطرات اندازه نانومتر با پراکندگی در اندازه کوچک است. قطرات فلزی موجود در سطح منابع محلی سازی گروه III را تشکیل می‌دهند که ساختارهای نانو از آنها تکامل می‌یابند. دوم، و بیشتر برای کنترل شکل ساختار نانو، تأمین عناصر گروه V در دما و شارهای مختلف است. این امکان را برای کنترل دقیق، از طریق شار و دما، سینتیک تبدیل قطرات فلزی به نانوکریستالهای III-V فراهم می‌کند، بنابراین منجر به تشکیل ساختارهای نانو با اشکال پیچیده و کنترل می‌شود. در این فصل، مفاهیم پایه‌گذاری برآرایی قطره معرفی می‌شود. یک بررسی دقیق از روش ساخت برآرایی قطرات نانوساختارهای III-V و همچنین دستاوردهای اصلی برآرایی قطره، ارائه خواهدشد.

## روش‌ها
امروزه روش‌های گوناگونی برای برآرایی وجود دارند:
- برآرایی باریکه مولکولی
- برآرایی بخار فلز-آلی
- برآرایی بخار هیدرید
- برآرایی فاز مایع